# 須貝等
須貝 等（すがい ひとし、1962年12月29日 - ）は、北海道古平町出身の日本の柔道家。

## 経歴
中学生の時に柔道を始めて、東海大四高に入学後は個人戦や団体戦で全国優勝を果たし東海大学に進学。怪我に悩まされたこともあったが克服して、数々の大会で活躍する。
新日本製鐵に入社した年に初の世界選手権代表となり、それまで日本選手がメダルを取ったことのなかった95キロ級で、オリンピックチャンピオンである地元の河亨柱を決勝において見事な体落で破るなど、オール一本勝ちで優勝を果たす。
翌年のアジア大会では2位に終わったものの、1987年の世界選手権では2回戦でブラジルのアウレリオ・ミゲルに苦戦した以外は順当勝ちして2連覇を果たした。
しかしソウルオリンピックでは金メダルが期待されたもののフランスのステファン・トレノーの前に自分の柔道ができず、初戦である2回戦で早々と敗れてしまい翌年の世界選手権では2回戦で同じくトレノーと対戦し敗れて3連覇はならなかった。1990年に現役を引退した。
世界を相手に柔道競技、柔道の普及に努めてきた経験を生かして　2014年2月　柔道衣販売会社　DEFIER CO.,LTD. 設立。
日本武道の精神を重んじて自ら掲げた『武道を世界へ』日本の伝統をお仕えするSABURAUプロジェクト　糸選びから刺し方、織り方、染め方にこだわった柔道衣製作と刺し子を扱った商品開発に全力を注ぐ。
2019年8月　DEFIER CO.,LTD 本社を札幌中央区円山に移す。 刺し子製品、柔道衣販売のショールーム『Atelier Saburau』を設ける。

## 主な戦績
- 1980年 -　インターハイ　軽重量級　優勝
- 1984年 -　正力国際　95キロ級　優勝
- 1985年 -　正力国際　95キロ級　優勝
- 1985年 -　講道館杯　95キロ級　優勝
- 1985年 -　体重別　95キロ級　優勝
- 1985年 -　世界柔道選手権大会　95キロ級　優勝
- 1986年 -　講道館杯　95キロ級　優勝
- 1986年 -　アジア大会柔道競技　95キロ級　2位
- 1986年 -　嘉納杯　95キロ級　優勝
- 1987年 -　体重別　95キロ級　優勝
- 1987年 -　世界柔道選手権大会　95キロ級　優勝
- 1988年 -　講道館杯　95キロ級　優勝
- 1989年 -　体重別　95キロ級　優勝